# 北山王国

北山王国

琉球の三山の区分

北山王国（ほくざんおうこく）、または山北王国（さんほくおうこく）は、今帰仁村を中心として主に現代の沖縄県北部の国頭地方に存在していた王国である。
山北は中国（明）側からの呼称である。

## 範囲
後述の北山世主の時代（前北山・中北山）も含め北山王国の範囲、最大版図としては諸説ある。現代の沖縄本島の国頭九ヶ間切および伊江島、伊是名島、伊平屋島など周辺離島に加えて、現代では鹿児島県に属する与論島と沖永良部島も北山王国の版図に含まれていた事が、琉球の史書や文化的経緯から、これ迄のところ確実視されている。
また、沖永良部島に伝わる『世之主がなし由緒書』（沖永良部島郷土史資料）では、前述の範囲に加えて徳之島・奄美大島・喜界島まで北山王の「御領分」にあったとしている。また、同島の「知名町誌」によると、徳之島・大島（奄美大島）が南の与路島・請島が版図であったとする。各史書ごとに異なるのは、かつて奄美群島に割拠した按司の連合が複数あり、さらに琉球（沖縄本島）の一部をも交えて、その勢力範囲が入り乱れていた事を示唆する。神アサギの分布やシニグ文化圏、方言の分布などから、喜界島の南部、大島が南の加計呂麻島も可能性があるが、史料からの研究、考証は未詳である。

## 歴史
14世紀の初め頃、北山世主の今帰仁按司が周辺の按司を従え、今帰仁城主（世之主）の座に付く。1322年頃に世主一族の羽地按司（怕尼芝）が北山王国を建国した。琉球北部の羽地按司（怕尼芝）、南部の大里按司（承察度）、中部の浦添按司と共に「三大按司」と呼ばれる勢力を形成したとされる。なお、怕尼芝が建国する以前の北山世主が治めた時代を「中北山」、怕尼芝王統時代を「後北山」と呼んで区別する。
また、14世紀中に沖永良部島と与論島が北山王国の勢力範囲に入る。

### 朝貢貿易
明との朝貢貿易の歴史には諸説あり、明の洪武帝『明太祖実録』によれば1383年（洪武16年）に模結習を使者として朝貢し貢賜したとある。また一説には1394年に王の珉が中国（明）に朝貢したとある。『琉球国志略』巻四には1385年（洪武18年）に山北王として「琉球国山北王」の賜印を受けたとある。
山北からの使者には、模結習の他に甚模致、善佳古耶、恰宜斯耶、亜都結制、赤佳結制などの字が見えるが中国風の当て字であり詳細は不明（『明太祖実録』）。

### 滅亡
進貢貿易によって栄えるが、1406年または1416年に中山王国の尚巴志によって滅ぼされる。山北王賜印の行方は分かっていない。滅亡後は、北山監守が置かれた。
王城は代々今帰仁城（附シイナ城）であり、北山監守も引き続き今帰仁城に都した。
北山王国の領域であった沖縄島北部と伊江島、伊是名島、伊平屋島、古宇利島、屋我地島、瀬底島、水納島、および鹿児島県の与論島と沖永良部島では、沖永良部与論沖縄北部諸方言が話されている。

## 歴代国王
- 怕尼芝（羽地：はにじ/はねじ）- 在位：1322? - 1395?
- 珉（みん）- 在位：1396? - 1400
- 攀安知（羽地：はんあんち/はねじ）- 在位：1401?-1416